# 上々軍団
上々軍団（じょうじょうぐんだん）は、日本のお笑いコンビ。2003年4月結成。アップフロントクリエイト所属。

## メンバー
さわやか五郎（さわやか ごろう、1982年9月8日 - ）
- ボケ・作詞・作曲担当。立ち位置は向かって左。
- 略称はさわやか、さわごろ。本名および旧芸名は岡見 時秀（おかみ ときひで）。
- 神奈川県川崎市中原区出身[3]。血液型B型[2]。身長174cm[2]。
- 神奈川県立住吉高等学校卒業[3]。
- 顔が泉谷しげるに似ている。
- ハチミツ二郎による芸人仲間の集いである「二郎会」のメンバー[4]。
- もともと本名で活動しており、「さわやか五郎」は別名義であったが（この名前の名付け親はハチミツ二郎）、徐々にさわやか五郎名義で活動することが増え、2011年に正式にさわやか五郎を芸名としたため、現在はプロフィールでも「氏名：さわやか五郎」となっている[2]。
- 系列事務所所属のハロー!プロジェクトのイベントでMCをすることが多く、登場するとファンから熱いブーイングを浴びることが恒例となっている[5]。
- 歌唱力が高く、アルバム「コピンクス!メロディーズ〜star chart〜」ではハロプロ研修生（元Juice=Juice）の宮本佳林とデュエット曲を歌っている[5]。
- ℃-uteの岡井千聖とユニット「おかっぴぃ」を結成し、自作のオリジナル曲を歌っている。
- 過去には、同じ事務所に所属していた同期のお侍ちゃんと、コンビ「侍エックス」としての活動も並行して行っていた。なお、このコンビでの活動時はさわやか五郎も侍の扮装をしていた。
- 2009年12月22日放送の『ロンドンハーツ3時間SP』の企画「男芸人266名がリアルに選んだ 抱いてみたい女芸人GP2009」で、男芸人266人の中で岡見（さわやか五郎）だけが光浦靖子に投票したが、スタジオ出演者にも名前が知られていなかったため、岡見のみ顔写真とフルネームが紹介された。
- 2015年6月に結婚[6]、2016年1月に第1子誕生[7]。
- 2016年には、初めてアイドル同様のバースデーイベントが開催され、人気ぶりから追加公演が行われることになった（当初の1日2公演の予定から、3公演となり、早い時間の公演が行われた）[8]。MCは、バースデーイベントではお馴染みとなっている相方の鈴木啓太ではなく、こぶしファクトリーの藤井梨央が担当した[9][10][11][12]。2017年にもバースデーイベントが行われ[13]、アンジュルムの佐々木莉佳子がMCを担当した[14][15][16][17]。

鈴木 啓太（すずき けいた、1982年5月14日 - ）
- ツッコミ・作詞担当。立ち位置は向かって右。
- 神奈川県川崎市川崎区出身[3]。血液型AB型[2]。身長178cm[2]。
- 神奈川県立住吉高等学校卒業[3]。
- 浦和レッドダイヤモンズの鈴木啓太と同姓同名。
- 顔がダルビッシュ有に似ている。
- 漫才時以外でもスーツを着用して登場する。
- さわやか五郎と同様、ハロー!プロジェクトのイベントでMCをすることが多い（主にファンクラブイベントが中心で、バースデーイベントのほとんどは鈴木が担当する）。
- 2012年冬に結婚[18]、2014年秋に第1子誕生[19]。
- 2016年に行われた相方のさわやか五郎のバースデーイベントが話題になった[9] ことから、2017年には鈴木のバースデーイベントも行われた[20]。MCはJuice=Juiceの金澤朋子が担当した[21][22][23]。2018年にもバースデーイベントが行われ[24]、Juice=Juiceの宮崎由加がMCを担当した[25][26][27]。

## 来歴
- 1998年 - 2001年、高校時代にサッカー部のメンバーを中心に8人で「岡見軍団」を結成し、文化祭や体育祭でコントを披露していた。3年生のとき、初めてプロの舞台に立ち、見に来ていたアップフロントからスカウトされる[3]。なお結成当初は8人組だったが、徐々にメンバーが脱退し、現在のさわやか五郎と鈴木啓太のコンビに落ち着いた[28]。
- 2003年4月、「上々軍団」結成。ケーアッププロモーション（後に「アップフロントエージェンシー K-UP事業部」として統合）所属。
- 2004年、フジテレビ『お笑い登龍門』でテレビ初出演。
- 2007年3月23日、テレビ朝日『彼女との正しい遊び方』でドラマ初出演。
- 2007年11月17日、NHK『爆笑オンエアバトル』で満点獲得。
- 2008年5月3日 - 9月20日、フジテレビ『コンバットII』に出演。
- 2010年10月5日、bayfm『K・WEST ENTAME GENERATION』に火曜レギュラーとして出演開始[29]（2013年3月31日終了）。
- 2011年、岡見時秀が芸名を「さわやか五郎」へ正式に改名。
- 2012年10月、系列事務所のジェイピィールームへ移籍。
- 2013年4月6日、静岡朝日テレビ『たまごちゃん』にMCとして出演開始（さわやか五郎のみ）。
- 2013年6月末をもって、ジェイピィールームがお笑い事業から撤退。上々軍団のみ再度系列事務所のアップフロントエージェンシー[注 2] に所属することとなった。
- 2014年8月31日、「お台場新大陸 夏笑王決定戦2014」で優勝。
- 2015年、系列事務所のアップフロントクリエイトへ移籍。
- 2016年4月4日、tvk『saku saku』にレギュラー出演開始（2017年3月31日終了）。
- 2016年9月26日、「さわやか五郎 34thバースデーイベント」を初開催[8][9][10][11]。
- 2017年3月9日、川崎ブレイブサンダース2016-17シーズン応援リーダーに就任[30]。
- 2017年5月9日、「鈴木啓太 35thバースデーイベント 〜ごますりコネクション〜」を初開催[20][21]。
- 2017年9月19日、川崎ブレイブサンダース2017-18シーズン アリーナアシスタントMCに就任[31]。
- 2018年4月2日、tvk『ミュートマ2』にレギュラー出演開始[32]（2019年3月26日終了）。
- 2018年7月25日、メジャーデビューシングル「仲間」を発売[33]。

## 芸風
- 主に漫才。音楽ネタをメインにしていて、ネタに歌を入れることが多い。
- さわやか五郎はギターを弾きながら歌う。
- 前半でさわやか五郎が作詞・作曲をした歌を歌い、後半でさわやか五郎が再び歌い出し、鈴木啓太も続きを少し歌ってツッコむといったスタイルが多い。
- 2007年11月17日放送（愛媛県松山市収録）の『爆笑オンエアバトル』では、ますだおかだ、タイムマシーン3号に続く番組史上3組目の545KBの満点を達成。
  - ちなみに達成当時タイムマシーン3号も同じ事務所に所属していたため、3組のうち2組がアップフロントグループ所属の芸人という形になっていた（その後、タイムマシーン3号は2013年に太田プロダクションへと移籍した）。
  - しかし、上述のパーフェクト達成回以外でオーバー500を記録したことは番組終了まで一度もなかった[注 3]。これは歴代のパーフェクト達成芸人においても彼らしか達成していない記録である[注 4]。また番組ではこれが最後のパーフェクトとなり、後継番組のオンバト+でもパーフェクトは出なかった為、事実上最後のパーフェクト達成者となった。[34]
  - また、パーフェクトを獲得したあとにオフエアを経験したことのある唯一の芸人でもある[注 5]。更に地方収録回には上記の満点を獲得した回を除くと（「オンバト+」での出場も含め）他に2度出場した事があったが、いずれもオフエアであった。

## 出演

### テレビ

#### 現在放送中のレギュラー番組
- ピンクス、コピンクス!（静岡朝日テレビ） - さわやか五郎のみ
- うたなび! - MC

#### 過去の出演番組
- 爆笑オンエアバトル（NHK）戦績12勝4敗 最高545KB（パーフェクト達成）ゴールドバトラー認定
- 番組で最後のゴールドバトラーに認定された芸人である。
  - 第10回チャンピオン大会 セミファイナル9位敗退
  - 第11回チャンピオン大会 セミファイナル8位敗退
- オンバト+（NHK） - 戦績2勝3敗 最高421KB
- お笑い登龍門（2004年、フジテレビ）
- 第6回テレビ朝日新人シナリオ大賞ドラマ『彼女との正しい遊び方』（2007年3月23日、テレビ朝日） - 大友剛 役（岡見時秀）、小山圭一 役（鈴木啓太）、主演・黒川智花、共演・水嶋ヒロ
- お台場お笑い道（2008年2月24日、フジテレビONE）
- コンバットII（2008年5月3日 - 9月20日、フジテレビ）
- ぐるぐるナインティナイン（2009年3月13日、日本テレビ）
- 情報ステーション（静岡朝日テレビ）
- ショーバト!「ミニバト!」（2010年6月22日・7月6日、日本テレビ） - さわやか五郎のみ
- 吉澤ひとみの「トレンド+よっすぃーナビ」（2010年10月10日 - 2013年9月29日、BS日テレ） - レギュラー
- PON!（2011年6月2日、日本テレビ）
- キョクターン（2011年7月3日、TBSテレビ） - 「侍エックス」として出演（さわやか五郎のみ）
- たまごちゃん（2013年4月6日 - 2019年3月30日、静岡朝日テレビ） - さわやか五郎のみ
- 夏笑王決定戦2014（2014年9月27日、フジテレビ） - 優勝
- センニュウ★感（2015年11月1日、テレビ東京） - 潜入レポーター
- saku saku（2016年4月4日 - 2017年3月31日、tvk） - ポンモップの声と操演（鈴木啓太）、コーナー不定期出演・ガヤで声だけの出演（さわやか五郎）[35]
- うたなび!「マンスリーサウンドポート」（2017年10月・11月・2018年2月の計3回、日音制作、TOKYO MX1・BS12 トゥエルビほか） - コーナーMC
- 特選!ものコンシェルジュ「イケメン通販騎士」（2018年1月8日 - 3月9日、テレビ朝日）[36] - 執事（さわやか五郎のみ）
- ミュートマ2（2018年4月2日 - 2019年3月26日、tvk）[32]
- さわやか五郎のショールーム（2019年4月6日 - 9月28日、静岡朝日テレビ） - さわやか五郎のみ

### ラジオ

#### 過去の出演番組
- K・WEST ENTAME GENERATION (2010年10月5日 - 2014年3月31日、bayfm) - 火曜レギュラー[29]

### ネット配信
- 生スマ!ハッシュドポテトは#smileage（2011年1月27日、Ustream） - さわやか五郎のみ
- B級Cool Japan（2011年2月1日 - 3月29日、あっ!とおどろく放送局）
- 帰ってきた!生スマ!〜ハッシュドポテトは#smileage〜（2012年8月29日、Ustream） - さわやか五郎のみ
- Berryz工房&℃-ute生出演!!「舞台キャッツ・アイ」上演記念特番♪（2012年9月10日、ニコニコ生放送）
- スマイレージ全員集合! 12thシングル『寒いね。』生放送（2012年11月24日、ニコニコ生放送） - さわやか五郎のみ
- 「旅立ちの春が来た」リリース記念!　裏・生スマ！Supported by J:COM×MUSIC ON! TV（2013年3月27日） - さわやか五郎のみ
- ハロ!ステ「モーニング娘。'16（'17）の生物のお時間」（2016年11月16日 - 2017年1月25日、YouTube） - さわやか五郎のみ
- ハロ!ステ「アンジュルムのスポーツのお時間」（2017年2月1日 - 3月1日、YouTube） - 鈴木啓太のみ
- 「ダース」×「おかっぴぃ」コラボレーション（2014年 - 2016年、YouTube） - 「おかっぴぃ」として出演（さわやか五郎のみ）
  - ダースの日特別企画 森永ダース×「おかっぴぃ」特別動画 全6話（2014年12月12日）[37]
  - バレンタイン特別企画 森永ダース×「おかっぴぃ」特別動画 全5本（2015年2月10日）[38][39]
  - バレンタインスペシャル動画「ダースショコラブティック1日店長風企画」（2016年2月10日）[40]
- ダースクッキング（2016年12月6日・7日・9日・12日、YouTube） - アンジュルムと共演
- 田中れいなの「れーなの自由時間♡」（2017年3月30日 - 、SHOWROOM） - 不定期出演
- Fリーグ中継（2017-18シーズン、AbemaTV） - 鈴木啓太が実況、さわやか五郎は解説のポジションだが、事実上の「ガヤ」役

### CM
- ジェームス 〜静岡県バージョン〜（2014年7月20日、静岡ローカル）[41] - さわやか五郎のみ

### ライブ・イベント
- バースデーイベント
  - さわやか五郎 34thバースデーイベント（2016年9月26日、パシフィックヘブン）[8][9][10] - MC：藤井梨央[12]、出演：鈴木啓太[11]、田中れいな[42]、エリック・フクサキ、山岸理子[43]
  - 鈴木啓太 35thバースデーイベント 〜ごますりコネクション〜（2017年5月9日、TOKYO FM HALL）[20][21] - MC：金澤朋子[22][23]、出演：宮本佳林[44]、高橋愛[45]、さわやか五郎
  - さわやか五郎 35thバースデーイベント 〜悪あガキ〜（2017年9月11日、TOKYO FM HALL）[13][14] - MC：佐々木莉佳子[16]、出演：鈴木啓太[15]、中島卓偉、岸本ゆめの[17]、小野田紗栞、ですよ。、キャン×キャン
  - 鈴木啓太 36thバースデーイベント 〜ケーキにポエムを添えて〜（2018年5月23日、スクエア荏原ひらつかホール）[24][25] - MC：宮崎由加[26][27]、出演：さわやか五郎、中島卓偉、新沼希空[46]、岸本ゆめの[47]、小野田紗栞[48]、秋山眞緒[49]、金津美月、西田汐里、島倉りか、出頭杏奈
  - さわやか祭り〜輝け!さわやか五郎曲アワード2018〜（2018年11月16日、TOKYO FM HALL）[50][51] - 出演：鈴木啓太、中島卓偉、矢島舞美、宮本佳林、出頭杏奈、金光留々、お侍ちゃん
  - 鈴木啓太 37thバースデーイベント 〜私立啓太学園〜（2019年5月22日、スクエア荏原ひらつかホール）[52] - 出演：さわやか五郎 ほか
- MUSIC FESTA - アップフロントグループ所属アーティストによる音楽フェス
  - MUSIC FESTA Vol.1 札幌公演（2013年6月13日、Zepp Sapporo） - MC
  - MUSIC FESTA Vol.2（2014年1月18日 - 2月23日、5会場5公演） - MC
  - MUSIC FESTA Vol.3（2015年4月18日 - 5月15日、5会場5公演） - MC
- Hello! Project COUNTDOWN PARTY 〜GOOD BYE & HELLO!〜
  - Hello! Project COUNTDOWN PARTY 2013 〜GOOD BYE & HELLO!〜（2013年12月31日、中野サンプラザ） - MC（さわやか五郎のみ）
  - Hello! Project COUNTDOWN PARTY 2015 〜GOOD BYE & HELLO!〜（2015年12月31日、中野サンプラザ） - MC（さわやか五郎のみ）
  - Hello! Project COUNTDOWN PARTY 2016 〜GOOD BYE & HELLO!〜（2016年12月31日、中野サンプラザ） - MC（第2部オープニングアクトにも出演[53]）
  - Hello! Project 20th Anniversary!! Hello! Project COUNTDOWN PARTY 2017 〜GOOD BYE & HELLO!〜（2017年12月31日、中野サンプラザ） - MC
  - Hello! Project 20th Anniversary!! Hello! Project COUNTDOWN PARTY 2018 〜GOOD BYE & HELLO!〜（2018年12月31日、中野サンプラザ） - MC
- SATOYAMA & SATOUMIへ行こう
  - Forest For Rest 〜里山・里海へ行こう〜 SATOYAMA & SATOUMI with 勇気の翼（2013年11月22日 - 24日、モラージュ菖蒲）[54] - MC（さわやか五郎のみ）
  - Forest For Rest 〜SATOYAMA & SATOUMIへ行こう 2014〜（2014年3月29日・30日、パシフィコ横浜）[55] - MC（さわやか五郎）、出演（鈴木啓太）
  - Forest For Rest 〜里山・里海へ行こう〜 SATOYAMA & SATOUMI with 勇気の翼 2014 収穫祭（2014年11月22日 - 24日、ららぽーとTOKYO-BAY）[56] - MC
  - 遊ぶ。暮らす。育てる。SATOYAMA & SATOUMIへ行こう 2015（2015年3月28日・29日、パシフィコ横浜）[57] - MC
  - 遊ぶ。暮らす。育てる。SATOYAMA & SATOUMIへ行こう 2015 with 勇気の翼 秋フェス（2015年11月21日 - 23日、モラージュ菖蒲）[58] - MC
  - 遊ぶ。暮らす。育てる。SATOYAMA & SATOUMIへ行こう 2016（2016年3月19日・20日、パシフィコ横浜）[59] - MC（さわやか五郎は「おかっぴぃ」としても出演）
  - 遊ぶ。ふれあう。体験する。SATOYAMA & SATOUMI 秋キャンプ IN いすみ（2016年10月10日、千葉県いすみ市 岬ふれあい会館）[60] - MC
  - 遊ぶ。暮らす。育てる。SATOYAMA & SATOUMIへ行こう 2017（2017年3月26日、幕張メッセ 国際展示場2・3ホール）[61] - MC
  - 遊ぶ。ふれあう。体験する。SATOYAMA & SATOUMI 秋キャンプ in 小田原（2017年10月9日、小田原アリーナ）[62] - MC
  - 遊ぶ。暮らす。育てる。SATOYAMA & SATOUMIへ行こう 2018（2018年4月1日、パシフィコ横浜）[63] - MC
  - SATOYAMA & SATOUMI with ニャオざねまつり in 熊谷（2018年10月20日・21日、彩の国くまがやドーム）[64] - MC
  - 遊ぶ。暮らす。育てる。SATOYAMA & SATOUMIへ行こう 2019（2019年3月30日・31日、幕張メッセ 国際展示場2・3ホール）[65] - MC
- In Unity - 川崎市中原区発の音楽・ダンスイベント
  - In Unity 2017（2017年1月29日、川崎市総合福祉センター エポックなかはら）[66] - MC
  - In Unity 2018（2018年1月28日、川崎市総合福祉センター エポックなかはら）[67] - MC
  - In Unity 2019（2019年1月27日、川崎市総合福祉センター エポックなかはら）[68] - MC
- 『saku saku』ラスト・ライブ〜さよなら・ありがとう〜（2017年3月25日、横浜ベイホール）[69]
- TOKYO IDOL FESTIVAL 2017「℃-ute大好きステージ」（2017年8月6日、HEAT GARAGE: Zepp DiverCity (TOKYO)） - 「おかっぴぃ」として出演（さわやか五郎のみ）
- Hello! Project 20th Anniversary!! Hello! Project 2018 SUMMER 〜ALL FOR ONE〜/〜ONE FOR ALL〜（2018年7月29日、福岡国際会議場 メインホール / 8月4日・5日・25日・26日、中野サンプラザ / 9月1日、広島文化学園HBGホール / 計9公演） - オープニングアクト[70]
- 熊谷ラグビー場こけら落とし記念イベント（2018年10月20日、熊谷ラグビー場）[71]

※その他、ハロー!プロジェクトやM-line clubのファンクラブイベント（バースデーイベントなど）の司会として多数出演。

## 作品

### 楽曲
- さわやか五郎「ランドマークタワーで秘密のデート」（2016年、作詞・作曲：さわやか五郎）[9][53][69]

### CDシングル
- 仲間（2018年7月25日、zetima）[72]
- 悪友（2019年10月30日、zetima）[73]
- 号泣（2020年11月28日、zetima）[74]

### 配信シングル
- さわやか五郎「アンドゥ トロワ」（2017年9月8日、UP-FRONT WOKRS）[75][76]

### ミニアルバム
- コピンク*「コピンクス!メロディーズ〜star chart〜」（先行発売：2013年3月2日、一般発売：2013年3月20日、UP-FRONT WORKS）[77]
トラック5の「兎tocome（feat.ゴロー）」でさわやか五郎がボーカルを務めた。